# 吉田祐也
吉田 祐也（よしだ ゆうや、1997年4月23日 - ）は、埼玉県東松山市出身の陸上競技選手。専門は長距離走・マラソン。東京農業大学第三高等学校、青山学院大学教育人間科学部教育学科卒業。GMOアスリーツ所属。
「祐」の字は旧字体かつ機種依存文字である示+右の表記であるため、報道では原則として「吉田祐也」の表記が使用される。

## 経歴

### 大学時代まで
- 東松山市立東中学校3年次に第18回都道府県対抗駅伝に出場（2区区間17位）。
- 高校時代の実績は乏しかったが、大学1年次の第28回出雲駅伝でメンバー入りを果たす。
- 3年次の日本インカレでは2部10000mで3位入賞。11月の第50回全日本大学駅伝で大学駅伝デビューを果たし、5区で区間賞を獲得。青学大の優勝に貢献した[2][3]。第95回箱根駅伝では10区にエントリーされていた[4]が、当日エントリー変更で鈴木塁人と交替となった[5]。
- 4年次は陸上部長距離ブロックの副主将に就任する。関東インカレでは2部ハーフマラソンで4位入賞。第51回全日本大学駅伝では再び5区を務め区間3位と好走したが、チームは2位に終わる[6]。
- 第96回箱根駅伝では当日エントリー変更で4区を担当[7][8]。2位でタスキを受けると区間記録を遥かに上回るハイペースで飛ばし、13.8kmで前を行く東京国際大学を逆転。その後もペースは落ちることなくトップでタスキリレー。東洋大・相澤晃の持つ区間記録を24秒も更新する1時間00分30秒の区間新記録を打ち立て[9][10]、チームの往路優勝[11]・総合優勝に大きく貢献した[12]｡
- 大学卒業後は競技を引退する予定だったが、箱根駅伝快走後に日本陸連長距離・マラソン強化戦略プロジェクトの瀬古利彦リーダーや、住友電工の渡辺康幸監督らに競技継続を勧められており、吉田自らも競技続行を検討する事を明かしている[13]。
- 2020年1月5日、日本テレビ系列「シューイチ」に箱根駅伝優勝メンバーとして生出演中、同年2月2日の第69回別府大分毎日マラソンで初マラソン挑戦を公表[14]。当日は積極的に先頭集団につき、40Km地点まで優勝争いに加わった。最後は優勝者のハムザ・サリ（モロッコ）と2位のアブデラ・ゴダナ（エチオピア）のスパートに引き離されたものの、学生歴代2位（当時、現在4位）・初マラソン歴代2位（当時、現在12位）となる2時間08分30秒の好記録で、日本人トップの3位入賞を果たした[15][16][17]。
  - 同大会のテレビ解説を務めた青学大陸上部長距離ブロック監督の原晋は「幸せホルモン全開。やっぱり凄いよ。努力は裏切らない。指導者冥利に尽きますね」と語った。マラソン後の記者会見で瀬古リーダーは「競技を辞めるのは勿体無さ過ぎ。2024年パリオリンピックの戦力の一人だ」と高く評価した[18]。さらに当日の夕方、原監督からも「選手活動を続けて欲しい」と期待され、慰労・進路相談を兼ねつつフグ料理をご馳走して貰ったという[19]。
- 同年3月、ブルボンから得ていた入社内定を辞退[20]。GMOアスリーツに所属し競技を続行することが発表された[21][22]。

### 実業団時代
- 2020年12月の第74回福岡国際マラソンに一般参加で出場。ハイペースの先頭集団につき、30Km地点でペースメーカーが外れると先頭に立つ。31Km手前で藤本拓ら有力選手を引き離し独走。2時間07分05秒と、日本男子マラソン歴代9位（当時）の好記録でマラソン初優勝を飾った[23][24][25]。
- 新型コロナウイルスの影響により延期となった2021年2月の第70回別大マラソンの代替となる特別番組に原晋、瀬古利彦ともに出演[26][27]。
- 2021年5月28日のアメリカ・ポートランド陸上競技記録会10000mで、自身初の27分台となる27分58秒68の自己ベストを更新する。
- 2022年3月6日の東京マラソン2021・男子の部に招待選手として出場。25Km手前まで、男子マラソン日本記録保持者・鈴木健吾のハイペースについていったが、その後脱落。レース終盤に入り大きく失速し、2時間09分台の24位に終わった[28]。
- 2022年10月2日、アメリカ・ツインシティーズマラソンに出場し、2時間11分台ながらも2度目のフルマラソン優勝を達成[29]
- 2023年3月5日の東京マラソン2023・男子の部にエリート招待選手として2年連続で出場したが、2時間12分台の35位と惨敗だった[30]。
- 同年10月15日、2023年MGC本番レース（2024年パリ五輪・男子マラソン選考会）に出場するも、30Kmを過ぎて2位争いの集団から完全脱落。その後は大幅にスローダウンしてしまい、結局2時間19分台で50位と自己ワーストに終わった[31][32]。
- 2024年2月25日、パリ五輪・MGCファイナルチャレンジ第2弾の第12回大阪マラソンに出場。30Km辺りから初マラソンの平林清澄（國學院大学）と、既にパリ五輪男子マラソン内定の小山直城（Honda）らと競り合った。32Km付近で優勝した平林に突き放され、40Km過ぎで3位の小山にも先を越されるが、結果自己マラソン記録を28秒短縮して4位に入る。然し、日本陸連が設定した「2時間05分50秒」より48秒差で届かず、パリ五輪男子マラソン代表入りは果たせなかった[33][34]。

- 2024年12月1日、福岡国際マラソンに出場。30kmを過ぎてから西山雄介（TOYOTA）が先頭争いから脱落し、ゲタホン（イスラエル）との一騎打ちに。32キロ付近で吉田が前に出ると、そのままライバルを突き放し、日本人歴代3位となる2時間05分16秒の好タイムを記録した。[35]

## 人物・エピソード
- 青学大監督の原晋は「青山学院大学チーム史上、最も練習を積む選手だった」、GMOアスリーツ監督（当時）の花田勝彦は「黙っているといつも練習をしている。むしろ練習を止めさせるのが私の仕事」とそれぞれ語る程の、『練習の虫』である。
- 趣味は読書、座右の銘は『ビジョンは大きく、行動は緻密に謙虚に』。
- 『大学駅伝2019秋号』の選手プロフィール欄で、「実は僕、〇〇なんです」という設問に、「球技が出来ない」と答えている。
- 2020年の春先はコロナ禍により屋外での練習が難しい状況となったため、「やみくもに練習をするのは止めよう」と決断し、マラソンに適した身体づくりを研究する為に「心理学や運動生理学などの、難易度の高い論文や文献を多数読破する時間に充てた」と語っている。
- 第69回別大マラソン終了後、瀬古利彦が総括会見をしていた際、吉田が会場に居たことで「ん、吉田くんが居るじゃないか。こっちにおいでよ」と勧誘し、急きょ吉田同席の会見となる。その際に瀬古は「私が、吉田くんに陸上を続けて欲しいと説得したことで、引退を撤回しようとも考えていると聞いたけど、本当に?」と尋ね、「陸上活動を続けて欲しい」と説得。監督の原も何度も説得したが、瀬古がそれ以上に何度も強く説得したという。
- 別大マラソンに出走するきっかけは、監督の原が「私が解説するのに、我が校の学生が参加しないのは淋しいな。吉田、お前箱根を走れたんだから、思い出作りに出走しないか」と勧誘を受けたためであるという。上述の特別番組では、原から「2時間11分台といった平凡なタイムであったら、伝説の営業マンとして歩みなさい」と言われていたが、実際に2時間08分台の好タイムで完走。2週間程度の自動車免許合宿に参加しながら熟慮する機会を貰い、吉田本人から「やっぱり、陸上を続けたいです」と原に連絡し、原と共に「ブルボンの本社がある新潟まで社長に内定辞退の直談判をしに行った」と語った。
- 瀬古は第74回福岡国際マラソンの総括会見で「あの時（第96回箱根駅伝及び第69回別大マラソン）、説得して本当に良かった」と喜びをあらわにしている。「別大マラソンの時に、私が『マラソンをなめてはいけないよ』と伝えると、吉田くんはキッパリ即答で『なめていません』と返事をしましたが、その芯の強さは本当でしたね。2回目のジンクスを、見事に打ち破ってくれました」と褒め称えている。瀬古は『2024年パリオリンピックの代表候補』という位置付けで見ていたと公言している。同大会では内定を辞退したブルボンからも祝辞が寄せられた。

## 戦績

### 主な戦績
| 年     | 大会                                                         | 種目（区間）           | 順位     | 記録          | 備考         |
| ------ | ------------------------------------------------------------ | ---------------------- | -------- | ------------- | ------------ |
| 2017年 | 第12回世田谷246ハーフマラソン                                | ハーフマラソン         | 5位      | 1時間04分02秒 |              |
| 2018年 | 天皇賜盃第87回日本学生陸上競技対校選手権大会                 | 10000m                 | 3位      | 29分47秒93    | 日本人トップ |
| 2018年 | Zevenheuvelenloop 15kmロードレース（オランダ・ナイメーヘン） | 15km                   | 10位     | 44分30秒      |              |
| 2019年 | 第41回神奈川マラソン                                         | ハーフマラソン         | 2位      | 1時間03分53秒 |              |
| 2019年 | 第22回日本学生ハーフ選手権大会（立川シティハーフマラソン）   | ハーフマラソン         | 18位     | 1時間03分19秒 | 自己ベスト   |
| 2019年 | 第35回日本平桜マラソン                                       | 22.8km（大学招待の部） | 2位      | 1時間11分49秒 | 総合3位      |
| 2019年 | 第98回関東学生陸上競技対校選手権大会                         | ハーフマラソン         | 4位      | 1時間05分27秒 | 入賞         |
| 2019年 | 関東学連10000m記録挑戦競技会                                 | 10000m                 | 9組・3位 | 28分42秒58    | 自己ベスト   |

### 大学駅伝戦績
| 学年（年度）       | 出雲駅伝                | 全日本大学駅伝              | 箱根駅伝                                   |
| ------------------ | ----------------------- | --------------------------- | ------------------------------------------ |
| 1年生 （2016年度） | 第28回 ー - ー 出走なし | 第48回 ー - ー 出走なし     | 第93回 ー - ー 出走なし                    |
| 2年生 （2017年度） | 第29回 ー - ー 出走なし | 第49回 ー - ー 出走なし     | 第94回 ー - ー 出走なし                    |
| 3年生 （2018年度） | 第30回 ー - ー 出走なし | 第50回 5区-区間賞 36分23秒  | 第95回 ー - ー 出走なし                    |
| 4年生 （2019年度） | 第31回 ー - ー 出走なし | 第51回 5区-区間3位 36分32秒 | 第96回 4区-区間賞 1時間00分30秒 区間新記録 |

## マラソン全成績
| 年月       | 大会                               | 順位 | 記録          | 備考                                                         |
| ---------- | ---------------------------------- | ---- | ------------- | ------------------------------------------------------------ |
| 2020年02月 | 第69回別府大分毎日マラソン         | 3位  | 2時間08分30秒 | 日本男子初マラソン歴代2位・学生歴代2位（各当時）             |
| 2020年12月 | 第74回福岡国際マラソン             | 優勝 | 2時間07分05秒 | フルマラソン初優勝・日本男子マラソン歴代9位（当時）          |
| 2022年03月 | 東京マラソン2021・男子の部         | 24位 | 2時間09分20秒 | 世界陸上ユージーン大会男子マラソン選考会                     |
| 2022年10月 | ツインシティーズマラソン           | 優勝 | 2時間11分28秒 | 2度目のフルマラソン優勝                                      |
| 2022年03月 | 東京マラソン2023・男子の部         | 35位 | 2時間12分09秒 | 世界陸上ブダペスト大会・杭州アジア競技大会男子マラソン選考会 |
| 2023年10月 | マラソングランドチャンピオンシップ | 50位 | 2時間19分47秒 | 2024年パリオリンピック日本代表選考会                         |
| 2024年02月 | 大阪マラソン2024・男子の部         | 4位  | 2時間06分37秒 | 2024年パリオリンピック日本代表選考会                         |
| 2024年12月 | 福岡国際マラソン2024               | 優勝 | 2時間05分16秒 | 世界陸上東京大会（2025年9月）男子マラソン代表選考会          |

## 自己記録
- 3000m - 8分29秒13（2018年7月15日、第69回青山学院大学対東北学院大学陸上競技定期戦）
- 5000m - 13分29秒93（2025年6月1日、第15回NITTAIDAI Challenge Games）
- 10000m - 27分45秒85（2024年7月10日、ホクレン・ディスタンスチャレンジ網走大会）
- ハーフマラソン - 1時間02分12秒（2025年2月2日、第47回神奈川マラソン）
- マラソン - 2時間05分16秒（2024年12月1日、福岡国際マラソン2024）